# چیم‌لی‌چائیر (هاناک)
چیم‌لی‌چائیر (به ترکی استانبولی: Çimliçayır) یک منطقهٔ مسکونی در ترکیه است که در هاناک واقع شده‌است.